# Americhernes kanaka
Americhernes kanaka es una especie de arácnido  del orden Pseudoscorpionida de la familia Chernetidae.

## Distribución geográfica
Se encuentra en las islas Marquesas.